# Zwarte Water
Das Zwarte Water ist ein etwa 19 km langer Fluss in der niederländischen Provinz Overijssel. Der Ursprung liegt in Zwolle, wo es aus der Soestwetering und der Nieuwe Wetering entsteht. Das Zwarte Water mündet in das Zwarte Meer. Weteringe (deutsch Wettern) sind Entwässerungskanäle zur Landgewinnung.

## Flussverlauf
Der bedeutendste „Nebenfluss“ ist die 182 Kilometer lange Vechte, die in den Niederlanden (Overijsselse) Vecht heißt. Nördlich von Zwolle mündet diese in das Zwarte Water, welches an Hasselt, Zwartsluis und Genemuiden vorbeifließt und in das Zwarte Meer mündet. Der Kanal, der gegenwärtig bei Zwolle das Zwarte Water mit der IJssel verbindet, ist der IJssel-Zwolle-Kanal.

## Ökologie
In den Ufergebieten des Zwarte Water kommt die Schachblume (Fritillaria meleagris) in den Niederlanden am häufigsten vor.

## Geschichte
Das Wort »zwart« im Namen Zwarte Water hat vermutlich nichts mit der Farbe zwart = „schwarz“ zu tun, sondern vielmehr mit »zwet«, was „Grenze“ bedeutet, auch in der Form »zwette«. In alten Dokumenten wird der Fluss auch »Ons Water« genannt oder »das Wasser, das zur See fließt« (het water dat gaat naar de zee).
Das Zwarte Water war für die Entwicklung der Hansestadt Zwolle von großer Bedeutung, da sie durch es eine Verbindung zum Meer und so zu den anderen Hansestädten hatte.